# Paryphoconus sonorensis
Paryphoconus sonorensis är en tvåvingeart som beskrevs av Wirth och Ratanaworabhan 1972. Paryphoconus sonorensis ingår i släktet Paryphoconus och familjen svidknott. Inga underarter finns listade i Catalogue of Life.